# غوركوفسكويي (أومسك)
غوركوفسكويي (بالروسية: Горьковское) هي مدينة في مقاطعة أومسك أوبلاست في روسيا.
يبلغ عدد سكانها حوالي 5600 نسمة.